# Ragin' Cajun
Ragin' Cajun is een stalen draaiende achtbaan in Six Flags America. De Ragin' Cajun is ontworpen door Reverchon en gebouwd door Zamperla. Het design is een Crazy Mouse wat te vergelijken is met een wildemuis-achtbaan. Het grootste verschil is dat het Crazy Mouse model ook nog de helft van de rit draait in tegenstellen tot een wildemuis-achtbaan. Ragin' Cajun werd in mei 2004 geopend als achtbaan in het nieuwe themagedeelte Mardi-Gras van Six Flags Great America. Ragin' Cajun kan maximaal zes karretjes tegelijkertijd op de baan hebben (drie in het station). In elk karretje kunnen vier mensen plaatsnemen, met maximaal drie volwassenen. In 2013 werd besloten de achtbaan weg te halen uit Six Flags Great America. De baan werd verplaatst naar Six Flags America en heropende daar onder dezelfde naam in 2014.

## Ongeluk
Op 29 mei 2004 een dag na opening in Great America kwam de 52 jaar oude Jack Brouse uit Zion, Illinois te overlijden na aan gereden te zijn door de achtbaan toen hij over de baan wilde lopen. Jack Brouse overleed uiteindelijk aan zijn verwondingen.
Huidig:
Batwing ·
Firebird ·
Professor Screamore's SkyWinder · 
Ragin' Cajun ·
ROAR · 
Superman: Ride of Steel · 
The Great Chase · 
The Joker's Jinx ·
The Wild One
Verdwenen:
Python · 
The Great Alonzo's Cannonball Coaster · 
Two-Face: The Flip Side